# Šarlatové písmeno
Šarlatové písmeno (anglicky The Scarlet Letter) je historický román, který napsal americký spisovatel Nathaniel Hawthorne. Poprvé vyšel v roce 1850. Vypráví o mladé ženě jménem Hester Prynnová, která je puritánskou společností v Bostonu v 17. století odsouzena nosit vyšité šarlatové písmeno jako symbol svého sexuálního hříchu. Kniha je považována za první klasický román americké literatury.

## Charakteristika románu
Šarlatové písmeno je první autorovou větší prózou. Do té doby se věnoval především drobnějším povídkám. Příběh románu je zasazen do temného období plného hrůzy a lítosti. Autor v románu čerpá ze své rodinné minulosti a vrací se do doby svých puritánských předků. Spisovatelův praděd působil jako jeden ze soudců čarodějnických procesů v Salemu koncem 17. století.
Román bývá vnímán jako kritika puritánské společnosti a její morálky. Termín puritáni byl poprvé použit v 16. století, konkrétně okolo let 1550–1560 a označovaly se jím křesťanské skupiny, které vznikly v důsledku anglické reformace za doby vlády Jindřicha VIII. Tudor, na nějž v těchto snahách navázala Alžběta I. Jednalo se o skupiny věřících, které nebyly spokojené s dopady reformace.

## Děj
Kniha začíná úvodem, který je zasazen do prostor salemské celnice a vychází z autorovy práce v této lokalitě. Nathaniel Hawthorne v úvodu popisuje životy svých kolegů, které kontrastují s tragickým příběhem románu, jenž je zasazen do puritánské minulosti tohoto kraje. Rukopis tohoto příběhu byl právě v celnici nalezen.
Román vypráví o zakázané lásce mezi puritánských kazatelem a vdanou členkou jím spravované kongregace, kteří žijí v Bostonu v puritánské době. Puritáni v tomto období odsuzují všechny nepravidelnosti milostných vztahů a veřejná hanba a strach odradí mladého pastora Arthura Dimmesdala, aby se přihlásil k otcovství dítěte, které počal s Hester Prynnovou. Narodí se jim dcera, která dostane jméno Perlička. Veřejnosti je ale známa pouze matka dítěte, která nechce otce prozradit, aby neublížila jeho postavení. On sám se veřejnosti také neodhaluje. Hester Prynnová musí tedy hanbě čelit zcela sama.
V první kapitole románu je ukázán trest mladé ženy, která musí s novorozenětem stát na pranýři. Nedílnou součástí jejího trestu je šarlatové písmeno A, které musí od této doby nosit na svých prsou, aby vždy symbolizovalo hřích, který spáchala. V tento den se ve městě objevuje dlouho pohřešovaný manžel Hester, o kterém si již každý myslel, že je mrtvý. Ze situace, které je svědkem, je velmi zklamaný. Od Hester žádá, aby utajila, kým doopravdy je a dala mu tak příležitost vytvořit si nový život. Nechce být vystaven veřejné hanbě a začíná ve městě jako lékař se jménem Roger Chillingworth. Přestože ví, že ho Hester nikdy nemilovala, je situací velmi zasažen a rozhodne se pátrat po identitě otce dítěte.
Dějová linie se dále věnuje životu Hester a její dcery Perličky. Ta je velmi živým dítětem, které ale Hester vždy připomíná její hřích. Děj románu postupně směřuje k odhalení tajemství a k vyvrcholení tragických událostí. V závěrečných kapitolách je odhalena pravda mezi Hester, Dimmesdalem a Chillingworthem. Kněz dobrovolně vystupuje na pranýř a veřejně přiznává svůj hřích před shromážděným davem. Toto odhalení ho ale vyčerpá natolik, že umírá. Hester Prynnová, která celou dobu nesla tíhu viny a utrpení sama, najde v odpuštění a odvaze novou sílu. Opouští Boston a odchází do Evropy. Později se opět vrací, a i přes svou minulost se stane uznávanou členkou společnosti, která pomáhá potřebným. Její život je příkladem síly a odvahy, a její šarlatové písmeno symbolem nezlomného ducha.
Román Šarlatové písmeno končí s poselstvím naděje a odpuštění, které překonává lidské slabosti a hříchy, a ukazuje na možnost nového začátku a obnovení lidské důstojnosti.

## Hlavní postavy
- Hester Prynnová – klíčová postava celého románu. Mladá, krásná žena s ladnou postavou a dlouhými tmavými vlasy. Oplývá hrdostí a odvahou, je velmi zručná a sebejistá. Krásně vyšívá a stará se o svou dceru Perličku. Drama jejího života umožňuje různé interpretace – moralistní vnímání jejího poklesku jako příčiny tragédie, romantické hledání příčiny v rigidní (a tudíž zlé) společnosti, případě transcendentalistické kladení důrazu na rozpor mezi její vlastní svobodomyslností a Arthurovou tradičnější morálkou, přičemž toto střetnutí nutně vede ke zkáze.[4]

- Arthur Dimmesdale – mladý reverend, který přichází z proslulé anglické univerzity do Bostonu. Muž se smutnýma hnědýma očima a slabým tělem, které vypovídá o jeho slabé povaze. V příběhu se tato postava proměňuje. Čtenář se s ním seznamuje jako s vysokým představitelem církve, který se postupně propadá na úplné dno. Nenosí sice šarlatové písmeno jako Hester, ale pocitem viny trpí taktéž.

- Roger Chillingworth – manžel Hester, starší člověk, který je ale velmi inteligentní. Přiznává svou bláhovost nad sňatkem s tak mladou ženou, přesto ale touží po pomstě a odhalení otce dítěte. Ve městě se usadí jako lékař a dostane se tak do nejbližší přízně mladého duchovního. Působí jako zhrzený manžel, který touží po pomstě, a nevědomky tak přijímá podobu Satana. Pro své chování, kterým vysává energii a život ze svých obětí, bývá přirovnáván rovněž k pijavici či symbolickému ztělesnění viny. Jeho působení však lze vnímat též jako pozitivní, léčitelské, neboť teprve v konfrontaci s ním mohou protagonisté románu morálně růst.[5]

- Perlička – plod zakázané lásky, ale také jediné potěšení, které Hester má. Okouzlující dítě, které však projevuje drzost, zuřivost i náladovost. Je plná života, jako téměř každé jiné dítě. Přesto ale vyrůstá v ústraní a do her ostatních dětí se nikdy nezapojuje. Svou matku velmi miluje a chrání ji. Nechápe význam matčina symbolu na hrudi, přesto je na něj zvyklá a nedokáže svou matku bez něj poslechnout. Roli kněze ve svém životě také příliš nerozumí. Svým jménem a zvláštní pozicí ve středu příběhu se blíží postavení Krista či dalších posvátných symbolů – duše očištěné křtem, věčného života, nebeské čistoty či Ducha svatého.[6]

## Témata a symboly
Symboly v literárním díle mají nejednoznačnou povahu a mnohočetný význam. Pohybují se mezi veřejným světem a osobními pocity, tedy mezi denním světlem skutečnosti na jedné straně a temným světlem subjektivní představivosti na straně druhé. Tím obohacují text o vícevrstevný význam a vyvolávají různorodé interpretace.
- Šarlatové písmeno – symbol označující nevěru, který zastává v díle dvojí význam. Písmeno A představuje anglické slovo Adultery, neboli v překladu cizoložství, které je spojeno s hlavní postavou Hester. Avšak Hester tento symbol převrátí a přisuzuje mu nový význam, který vyjadřuje její vlastní zkušenosti a charakter. Písmeno A tedy může symbolizovat také anglický výraz Able (schopná) nebo Angel (anděl), což reflektuje Hesteřinu sílu a povahu. Hřích, který Hester spáchala, se stává součástí její osobnosti a symbolizuje, kým opravdu je. Popření nebo odstranění tohoto symbolu by znamenalo pouze odmítnutí sebe sama – a naopak jeho přijetím rozšiřuje „nezákonnost“ cizoložství na celou svou realitu a získává svobodu.[8]

- Zlo – postavy románu často debatují o identitě černého muže, který ztělesňuje zlo. V průběhu románu je tento černý muž spojován s různými postavami, jako je Arthur Dimmesdale, Roger Chillingworth, sestra guvernéra, a dokonce i malá Perlička. Román tvrdí, že skutečné zlo vzniká ze vztahu mezi láskou a nenávistí. Konkrétně se zde zlo projevuje v pečlivě plánované a cílené pomstě Chillingwortha, jehož láska byla oklamána. Zároveň však může být vnímáno jako zlo odmítání lásky k vlastnímu dítěti, což Dimmensdale činí své dceři. Zlo tedy není nutně nepřítomností dobra, jako spíše jeho převrácením; zlo vyrůstá z touhy po dobru.[9]

- Vina – hlavní téma románu, které se především projevuje u postavy mladého kněze. Ten trpí pocitem viny kvůli tomu, že zplodil nemanželské dítě, a také proto, že se k tomu nedokázal veřejně přiznat. Pocit viny se objevuje již v předmluvě knihy a zažívá ho sám autor při tvoření románu. Břemeno viny a otázka, kdo by jej měl nést, jsou však nejsilněji tematizovány v prostřední třetině knihy, kdy s ním marně zápasí reverend Dimmesdale.[10]

## Přijetí románu a interpretace
Kniha byla z počátku hodnocena spíše negativně, ale přesto dosáhla mimořádného úspěchu. Stala se jednou z masově vydávaných publikací, které se prodalo více než 2500 svazků během 10 dní. V průběhu 20. století se stala klíčovým textem pro studium puritánství a puritánského odkazu, což způsobila především nová vlna zájmu o tuto tematiku. V současnosti je považována za autorovo nejlepší dílo. Pozornost přitahuje především předmluva, která se zabývá autorovými zkušenostmi z jeho práce na celnici a je zde podán i pohled na politické poměry té doby.
Kritici dílo opakovaně analyzují, protože poskytuje širokou škálu možných interpretací. Například W. C. Brownell ve svém článku This New England Faust nepovažuje za ústřední téma knihy cizoložství nebo zakázanou lásku, ale spíše zdůrazňuje, že vše směřuje k zatajování, zejména k zatajování samotného hříchu, což přispívá k originalitě a dokonalosti samotného díla. Někteří kritici v díle nejprve vidí pouze milostný trojúhelník zasazený do Nové Anglie do dob puritánství, ale při hlubším zkoumání objevují, že důraz je kladen především na proměnu osobnosti zatíženou tajemným a hlodajícím pocitem viny.
Šarlatové písmeno může být interpretováno jako příběh o lásce a žárlivosti, kde je láska omezena na malý prostor a nenávist se rozvíjí v neomezeném měřítku. Avšak kniha obsahuje mnoho symbolů a znaků, nejednoznačností a domněnek, které čtenáře motivují být neustále ve střehu, chce-li se dopátrat rozluštění tajemství. Vždy tedy záleží pouze na samotném čtenáři, jak bude ke knize přistupovat. Román vyžaduje opakované zamýšlení a vyvozování nových závěrů.

## Adaptace
Román se dočkal několika zfilmování. Již v éře němého filmu vzniklo celkem 7 adaptací z let 1907, 1911, 1911, 1913, 1920, 1922, 1926. Nejznámější je filmové zpracování z roku 1995. Film se stejným názvem jako kniha – Šarlatové písmeno – natočil britský režisér Roland Joffé. Hlavní postavy ztvárnili herci Demi Moore a Gary Oldman.